# 金哲彦
金 哲彦（きん てつひこ、1964年2月1日 - ）は、在日韓国人の元陸上競技選手、陸上競技・駅伝解説者、マラソン中継リポーター。NPO法人ニッポンランナーズファウンダー、元日本陸上競技連盟女子長距離マラソン強化部長、元エディオン女子陸上競技部ゼネラルマネジャー、元東京経済大学陸上競技部アドバイザリーコーチ、ライツネットワークメンバー。作家の高史明は叔父、実兄の木下和彦はフランス料理店「レストラン・キノシタ」のオーナーシェフ。

## 来歴
福岡県北九州市門司区出身。かつては日本名（通名）の「木下 哲彦」を名乗るが、大学卒業時に現在の韓国名に改称した。韓国語読みは「キム・チョロン（김철언）」だが、日本語読みを用いる。
北九州市立緑丘中学校を卒業し、八幡大学付属高等学校1年と2年次は活躍が見られないが、3年次に高校駅伝福岡県予選で区間賞となる。高校の同級生に大東文化大学陸上競技部元監督の只隈伸也がいる。
早稲田大学教育学部を卒業する。在学中は競走部で中村清監督の下、箱根駅伝で活躍する。特に上りに強く5区のスペシャリストとして知られ、4年連続で5区を担当し、区間賞を2度獲得して1984年と1985年に優勝に大きく貢献するなど「山登りの木下」と高く評価される。
リクルートに一般社員として入社するがリクルートは陸上競技部がなく、新たに創設した。1987年に別府大分毎日マラソンで3位となる。1995年に小出義雄監督の積水化学移籍に伴い、リクルート陸上競技部監督となる。2001年に経営合理化で陸上競技部は廃部となる。陸上のクラブチーム・ニッポンランナーズを創設し、現在のクラブチームブームの嚆矢となる。
2006年に大腸がんを発症して手術し、2007年にフルマラソンを完走した。
現在はマラソンや駅伝の実況中継でランナーの立場から解説するほか、「生活の質を高める“長く続けられるランニング”」を提唱して講演など活動する。

## マラソン成績
| 回 | 記録          | 順位 |        | 大会                      | 備考                     |
| -- | ------------- | ---- | ------ | ------------------------- | ------------------------ |
| 1  | 2時間27分39秒 | 42位 | 1983年 | 東京国際                  |                          |
| 2  | 2時間12分35秒 | 3位  | 1987年 | 別府大分毎日              |                          |
| 3  | 2時間15分07秒 | 20位 | 1987年 | 福岡国際                  |                          |
| 4  | 2時間16分07秒 | 18位 | 1988年 | 福岡国際                  |                          |
| 5  | 2時間16分55秒 | 3位  | 1989年 | 東京国際                  |                          |
| 6  | 2時間23分40秒 | 42位 | 1989年 | ニューヨーク              |                          |
| 7  | 途中棄権      | ‐    | 1990年 | 東亜                      | 韓国アジア大会選考会     |
| 8  | 2時間15分16秒 | 18位 | 1991年 | 東京国際                  |                          |
| 9  | 2時間21分38秒 | 優勝 | 1991年 | デュークシティ (アメリカ) |                          |
| 10 | 2時間17分00秒 | 6位  | 1991年 | シカゴ                    |                          |
| 11 | 2時間11分48秒 | 6位  | 1992年 | 東亜 (春川)               | 韓国バルセロナ五輪選考会 |

## パートナーシップ
- リーボック - 金が提唱するランニング法「体幹ランニング」をサポートする、ランニングシューズ・ウェア「TAIKAN」の共同開発を行う[2]。
- HOKA アンバサダー

## 著作
- 『マラソン金メダルへのセオリー　オリンピック・アテネ大会』（メディアファクトリー、2004/7、ISBN 978-4840111171）
- 『1分間やせる体幹ダイエット 走らないのに体型が変わる』（小学館、2005/7、ISBN 978-4093103763）
- 『ハウツー フルマラソン完走 目指せホノルル! DVD』（金哲彦(出演)、日本メディアサプライ、2005/10）
- 『金哲彦の“タイプ別”ランニング診断　フォームが「変わる!」「速くなる!」』（MCプレス、2006/4、ISBN 978-4901972451）
- 『金哲彦のランニング・メソッド』（高橋書店、2006/11、ISBN 978-4471142124）
- 『3時間台で完走するマラソン まずはウォーキングから』（光文社、2006/12、ISBN 978-4334033828）
- 『金哲彦のマラソン完走クリニック 速く長く走れるようになる!』（宝島社、2007/8、ISBN 978-4796659451）
- 『子供たちの足を速くする!(DVD付) 』（MCプレス、2007/10、ISBN 978-4862950000）
- 『カラダ革命ランニング　マッスル補強運動と、正しい走り方』（講談社、2007/10、ISBN 978-4062811507)
- 『「体幹」ランニング』（講談社、2007/11、ISBN 978-4062144216）
- 『「マラソン・駅伝」の素朴な大疑問』（PHP研究所、2007/12、ISBN 978-4569669458）
- 『金哲彦のランニングダイアリー』（講談社、2008/11、ISBN 9784062150965）
- 『より速いタイムで走りたいランナーのための全国主要市民マラソンコース攻略ガイド』（白夜書房、2008/11、ISBN 978-4861914584）
- 『金哲彦のマラソン練習法がわかる本』（実業之日本社、2009/1、ISBN 978-4408452036）
- 『今日から始めるウォーキング&ランニング』（PHP研究所、2009/2、ISBN 978-4569706023）
- 『からだが変わる体幹ウォーキング』（平凡社、2009/5、ISBN 978-4582854664）
- 『金哲彦のランニングダイエット・メソッド』（学習研究社、2009/9、ISBN 978-4054042445）
- 『気楽にチャレンジ!シリーズ 体幹ウォーキング DVD』（金哲彦(出演)、video maker (VC/DAS)、2009/12）
- 『「走る女」のランニングメニュー』（講談社、2010/1、ISBN 978-4062160650）
- 『走る意味 命を救うランニング』（講談社、2010/1、金哲彦自伝、早稲田大学競走部監督：中村清との訣別、在日としての葛藤、ガン闘病、復活のサブスリー、ISBN 978-4062880374）
- 『カリスマコーチ・金哲彦の美ボディー メイキング レッスン(DVD付)』（日経BP社、2010/3、ISBN 978-4822232818）
- 『「体幹」ウォーキング』（講談社、2010/3、ISBN 978-4062157926）
- 『金哲彦のウォーキング&スローラン　みるみるカラダが変わる4ステップ』（高橋書店、2010/4、ISBN 978-4471142131）
- 『金哲彦のマラソンレース必勝法42』（実業之日本社、2010/10、ISBN 978-4408453064）
- 『誰でも「たった20回」の練習でフルマラソンを完走できる！』（マガジンハウス、2010/11、ISBN 978-4838722037）
- 『絶対変わる!ウォーキング&ランニング　運動嫌い!経験ゼロ!でもうまくいく こんなにいいことがあるからみんなが走る』（PHP研究所、2011/2、ISBN 978-4569796031）
- 『金哲彦のスマートランニング　スマートフォンで進化したわたしのランニングライフ』（講談社、2011/10、ISBN 978-4062171557）
- 『ランナーズ DVDブック　改訂版・金コーチが指導する確実に速くなる走り方』（アールビーズ）
- 『3か月でフルマラソン！』（NHK出版、2012/3、ISBN 978-4141897514）

## 関連書籍・DVD
- 『ランニング・スタート・ブック(趣味の教科書)』（ランニング・スタイル編集部(著)、金哲彦(監修)、エイ出版社、2008/4、ISBN 978-4777910137）
- 『無理なく走れる〈気〉ランニング』（ダニー・ドライヤー、キャサリン・ドライヤー(共著)、金哲彦(監訳)、 柏木幹男(翻訳)、大修館書店、2008/5、ISBN 978-4469266450）
- 『No Run, No Life ~for Beginner~/長谷川理恵 DVD 』（長谷川理恵(出演)、金哲彦(監修)、ビクターエンタテインメント、2008/9、未経験者、ランニングを始めたばかりの初心者に向けた解説を丁寧に展開）
- 『No Run, No Life ~Fun Running~/長谷川理恵 DVD』（長谷川理恵(出演)、金哲彦(監修)、ビクターエンタテインメント、2008/10、5km-10km、少し長い距離を走ることを目指す初~準中級者に向けたHOW TO 編）
- 『マラソン1年生』（たかぎなおこ(著)、金哲彦(監修)、メディアファクトリー、2009/9、ISBN 978-4840130424）
- 『世界一の!「超楽」マラソン練習法　ド素人でも4か月で4時間が切れるスゴ技40』（小谷和彦(著)、金哲彦(監修)、大和書房、2010/1、ISBN 978-4479391975）
- 『マラソン2年生』（たかぎなおこ(著)、金哲彦(監修)、メディアファクトリー、2010/11、ISBN 978-4840135764）
- 『Run＆Eat　走って、食べて、強くなる！(プレジデントムック)』（dancyu(特別編集)、長谷川理恵･金哲彦(監修)、プレジデント社、2011/07、ISBN 978-4833471565）

## 出演
（中継解説は除く）
- スタジオパークからこんにちは（2010年11月26日放送分　2010年アジア競技大会の解説の関係もあり事前に収録したもので出演し、金流のランニング論を熱弁）
- ラン×スマ〜街の風になれ〜→ラン×スマ→ランスマ倶楽部（NHK BS1 2011年12月25日 - ）
- NHK趣味Do楽「3か月でフルマラソン」(2012年4月2日-5月28日全9回)　講師